# El Bejuco, Oaxaca
El Bejuco är en ort i Mexiko.   Den ligger i kommunen Miahuatlán de Porfirio Díaz och delstaten Oaxaca, i den sydöstra delen av landet, 400 km sydost om huvudstaden Mexico City. El Bejuco ligger 1 825 meter över havet och antalet invånare är 172.
Terrängen runt El Bejuco är huvudsakligen lite kuperad. El Bejuco ligger uppe på en höjd. Runt El Bejuco är det ganska tätbefolkat, med 65 invånare per kvadratkilometer. Närmaste större samhälle är Miahuatlán de Porfirio Díaz, 15,5 km söder om El Bejuco. I omgivningarna runt El Bejuco växer huvudsakligen savannskog.